# Jaya Bhakti (Mesuji)
Jaya Bhakti is een bestuurslaag in het regentschap Ogan Komering Ilir van de provincie Zuid-Sumatra, Indonesië. Jaya Bhakti telt 3789 inwoners (volkstelling 2010).